# The Moth (Lost)
"The Moth" er det syvende afsnit af Lost. Episoden blev instrueret af Jack Bender og skrevet af Jennifer Johnson og Paul Dini. Det blev første gang udsendt 3. november 2004 på ABC.

## Plot
Charlie lider af abstinenser, og jagtes af et vildsvin mens han går i junglen. I et flashback er Charlie i en kirke, hvor han bekender sine synder. Han kommer ud fra boksen og ser sin ældre bror, Liam, der fortæller ham at DriveSHAFT har fået en pladekontrakt. Locke fanger vildsvinet og takker Charlie for at være lokkemad. Charlie spørger Locke, om han kan få sit heroin tilbage. Locke siger, at han vil give Charlie heroinen tilbage tredje gang, han spørger.
Sayid, Kate og Boone forsøger at triangulere det franske signal. Ved hulerne kigger Charlie gennem Jacks medicin for at finde noget, der kan erstatte heroinen. Da Jack opdager ham, siger Charlie at han har hovedpine og leder efter aspirin.
I et flashback vil Charlie ikke underskrive pladekontrakten, fordi han har kvaler med sex'en og stofferne, som bandet bruger. Liam overtaler ham til at underskrive ved at love Charlie, at han kan stoppe lige så snart han vil. En aften ved et show synger Liam omkvædet til You All Everybody, som normalt synges af Charlie. Han råber af Liam efter showet, men Liam lover ham, at det ikke vil ske igen.
Da Jack gør Charlie sur ved at flytte hans bagage, konfronterer Charlie ham i en hule. Charlies råben får hulens indgang til at styrte sammen. Charlie når at komme ud, men Jack er fanget inden i.
Med sin viden fra konstruktionsarbejde leder Michael redningsforsøget. I junglen går Sawyer hen til Kate for at fortælle hende om Jacks uheld, men han ombestemmer sig fordi han ikke kan lide Kates attitude. Charlie fortæller Locke om Jack, der er fanget. Charlie beder om sine stoffer for anden gang, så Locke viser ham en mølpubbe. Locke forklarer, at han kunne hjælpe møllet ved at åbne pubben, men møllet ville ikke overleve. I stedet må møllet kæmpe for at komme fri. Natur og kamp gør folk stærkere, siger Locke, der indikerer, at Charlie må kæmpe sig gennem sine lidelser.
Kate og Sawyer står ved det andet trianguleringspunkt, mens Sayid går til det tredje. Sawyer fortæller Kate om Jacks situation, og hun løber tilbage til hulerne. Charlie presser sig igennem en åbning i hulen og finder Jack. Et flashback viser Charlie, der finder Liam høj på heroin med groupier. Charlie smider dem ud, og fortæller Liam, at han er færdig med bandet. Liam siger nej, hvilket får Charlie til at tage heroin for første gang. År senere besøger Charlie Liams hus i Australien for at få ham til at gå ind i DriveSHAFT til deres comeback-tour. Liam siger nej, men bandet kan ikke gennemføre touren uden ham. Han kritiserer Charlie for stadig at tage stoffer, og Charlie giver Liam skylden for at han overhovedet begyndte på det. Liam beder ham om at blive i et par uger, og siger, at Sydney har nogle virkelig gode rehabiliteringsprogrammer, og at han selv kan hjælpe ham. Charlie går vredt, og han siger, at han har et fly, han skal nå.
Charlie finder Jack inde i hulen med en skulder, der er vredet af led. Han undskylder for sin opførsel. Jack beder Charlie om at få sin skulder på plads, hvilket Charlie hjælper ham med. Lige da de tror at de vil løbe tør for ilt, og Kate desperat forsøger at grave dem ud, ser Charlie et møl, der leder ham til en åbning, og de graver sig ud af hulen. Jack konfronterer Charlie omkring stofmisbruget og fortæller ham, at det nok skal gå.
Sayid affyrer sit nødblus for at fortælle de andre, at de skal tænde deres antenner. Shannon tænder sin raket fra stranden, ligeledes gør Sawyer fra sin position. Sayid tænder transceiveren, men før han kan triangulere signalet, slår en uset person ham ud.
Charlie beder Locke om sit heroin for tredje gang, og han får det. Han kigger på det et øjeblik før han smilende kaster det ind i ilden. Charlie og Locke ser et møl, der tidligere var i en pubbe, flyve væk.